# Анга, Мартин
Мартин Ив Анга-Лётчер (нем. Martin Yves Angha-Lötscher; 22 января 1994, Цюрих, Швейцария) — швейцарский футболист, защитник немецкого клуба «Веен».

## Карьера

### Клубная карьера
Мартин родился в Цюрихе в семье швейцарки и конголезца. Футболом начал заниматься в «Грассхоппере». В 9 лет перешёл в «Цюрих».
В 2007 году на юношеском турнире своей игрой привлёк внимание скаутов английского «Арсенала». Как только Анга исполнилось 16 лет, он присоединился к молодёжной академии лондонского клуба.
Весной 2010 года швейцарец провёл первые матчи за молодёжную команду клуба. В следующем сезоне Мартин принял участие только в 6 встречах. В сезоне 2011/12 Анга стал постоянно появляться на поле и сыграл все 22 игры молодёжной команды в Премьер-лиге для резервистов.
В сезоне 2012/13 Мартин дебютировал за основную команду. 26 сентября 2012 года он провёл полностью матч Кубка лиги против «Ковентри Сити». 4 декабря 2012 года Анга вышел на замену в матче Лиги Чемпионов в матче с «Олимпиакосом».
Летом 2013 года контракт Мартина с «Арсеналом» закончился, и он перешёл в немецкий клуб «Нюрнберг», подписав четырёхлетний контракт. 21 сентября Анга дебютировал в Бундеслиге, выйдя на замену в матче против «Боруссии» из Дортмунда. Мартин также выступал за резервный состав «Нюрнберга».
В конце летнего трансферного окна 2014 года было объявлено о трансфере Мартина в «Мюнхен 1860». Во Второй Бундеслиге швейцарец дебютировал 14 сентября в игре с «Санкт-Паули».
Летом 2015 года защитник возвратился в Швейцарию, заключив контракт с «Санкт-Галленом».

### Карьера в сборной
Мартин был капитаном юношеских и молодёжных сборных Швейцарии.